# Chlorure de technétium(IV)
Pour les articles homonymes, voir Chlorure de technétium.
Le chlorure de technétium(IV) est un composé chimique du technétium et du chlore de formule TcCl4. Il a été découvert en 1957 en tant que premier halogénure binaire du technétium. TcCl4 est volatil à haute température, propriété utilisée pour séparer le technétium des autres chlorures métalliques.
Les solutions colloïdales de chlorure de technétium(IV) sont oxydées pour former les ions Tc(VII) sous exposition à un rayonnement gamma

Le tétrachlorure de technétium peut être synthétisé par réaction du dichlore sur le technétium métallique entre 300 et 500 °C :
Tc + 2 Cl2 → TcCl4.
À 450 °C et sous vide, TcCl4 se décompose progressivement en TcCl3 et TcCl2.